# ANNA

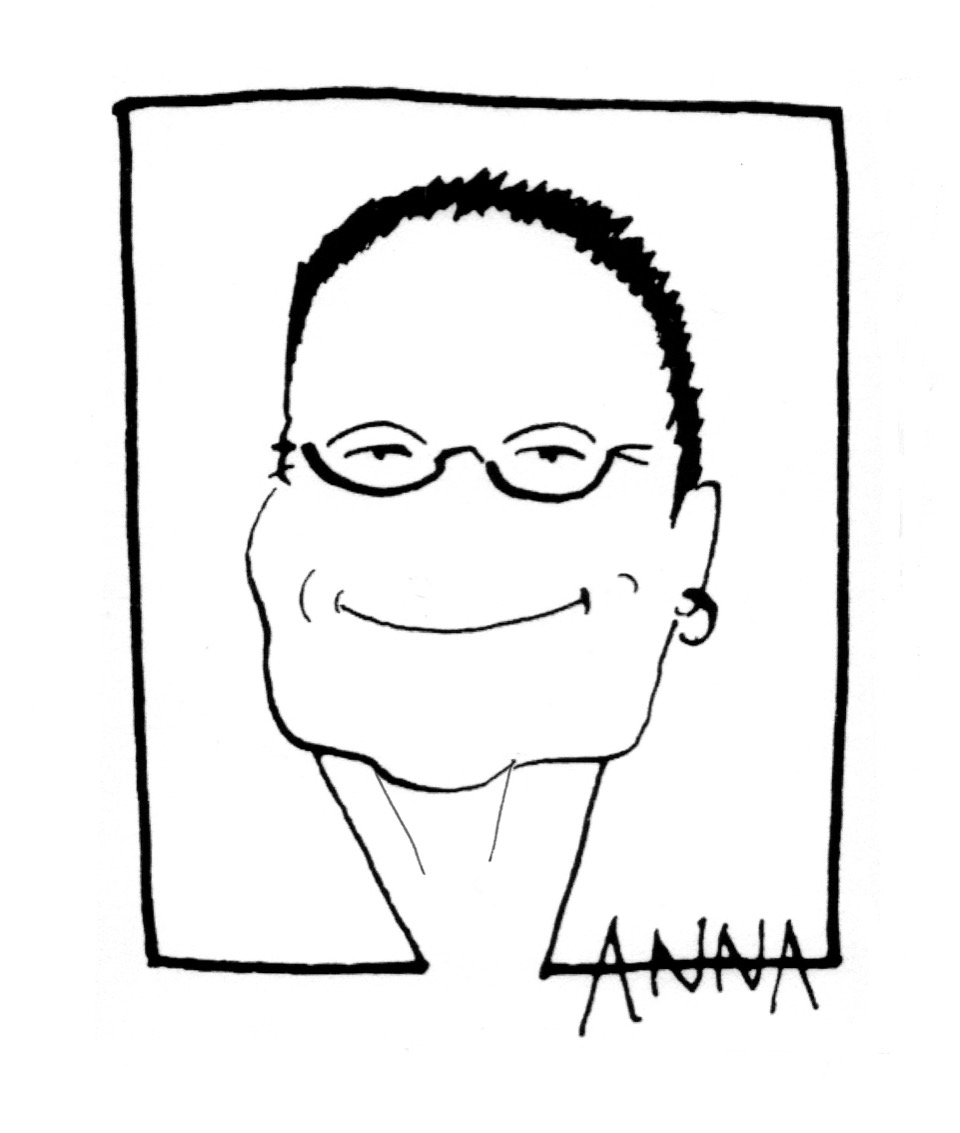
Selbstporträt von ANNA. In Lachfalten (1997), Zytglogge-Verlag

ANNA, bürgerlich Anna Regula Hartmann-Allgöwer, (* 19. Februar 1941 in Bern; † 29. April 2025 in Basel) war eine selbstständige Schweizer Karikaturistin und Malerin.

## Leben

### Familie und Studium
Anna-Regula Hartmann-Allgöwer studierte Medizin und Kunst in Basel. Ihr Interesse für Medizin hatte sie als 14-jährige entdeckt, als sie neben dem Gymnasium Zeichenkurse an der Gewerbeschule in Basel besuchte. Dort nahm sie auch an Akt-Zeichenkursen teil, die sie mit der menschlichen Anatomie vertraut machten.
ANNA schloss ihr Medizinstudium mit einer zum grössten Teil gezeichneten Dissertation über das Thema der Wundheilung ab. Sie übte den Medizinberuf nie aus, weil sie ahnte, dass ihr Ziel nicht in der Medizin, sondern im Zeichnen liegen würde. Neben ihrem Medizinstudium besuchte ANNA Kurse an der Kunstakademie in Basel. Ihr Medizinpraktikum absolvierte ANNA in Paris, um an der Kunstakademie la Grande-Chaumière studieren zu können.
Nach dem Staatsexamen arbeitete ANNA als Grafikerin bei Hoffmann-La Roche, wo sie in Film und Prints medizinische Themen illustrierte. Nach dem Studium, am Anfang der 1970er Jahre, begann ANNA mit dem Filmemachen, wobei der Inhalt ihrer Arbeit noch immer vorwiegend die Medizin war. Im Auftrag des Bundesamts für Gesundheit realisierte sie unter den Titeln «Wie man keine Kinder macht!» und «Pubertät ist, wenn die Eltern schwierig werden» zwei Filme über Verhütung, insbesondere im Zusammenhang mit dem HI-Virus, das sich zu dieser Zeit stark verbreitete. In der Folge unterstützte ANNA mit einer eigenen Live-Zeichnungstechnik medizinische Sendungen des Schweizer Fernsehens (mit Mäni Weber Moderation). In den 1970er Jahren bekam ANNA mit ihrem Mann innerhalb von dreieinhalb Jahren vier Kinder und daraufhin versuchte sie Arbeit und Privatleben besser zu verbinden, d. h., sie verlegte ihre Aktivität auf illustrative Arbeit, die sie von zu Hause aus machen konnte: Innere Kinder, Fading Portraits, 25 Dienstjahre, Andere Bilder und Objekte und Karikaturen.
ANNA wohnte mit ihrem Ehemann in Basel und war siebenfache Grossmutter. Sie war ehemaliges Vorstandsmitglied sowohl von «Exit» wie auch von «Dignitas».
ANNA, welche schon seit Jahren an einer sich stets verschlechternden Parkinson-Krankheit litt, entschied sich für eine Freitodbegleitung und verstarb am 29. April 2025. Die Abdankungsfeier fand am 23. Mai 2025 in der Pauluskirche in Basel statt.

### Arbeitstätigkeit

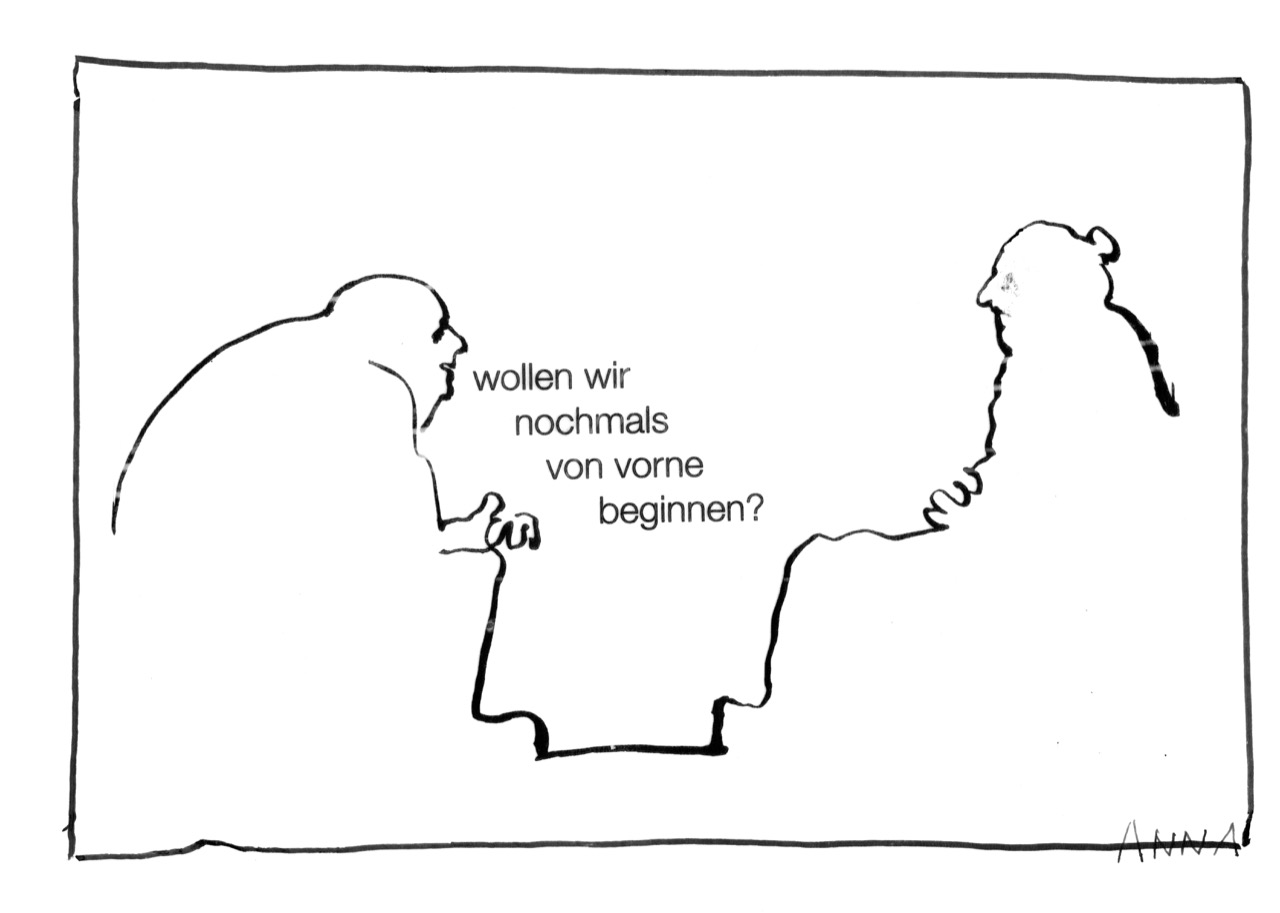
ANNAs Karikatur Von Vorn beginnen. In Wechseljahre (1996), Zytglogge-Verlag

ANNA ist schweizweit als Karikaturistin bekannt. Ihr Zeichenstil ist unverkennbar. Ihre von einer klaren Linie umrissenen Karikaturen bestehen oft aus einem einzigen, durchgehenden Strich. Es ist eine Reduktion auf das Wesentliche, eine gedankliche Herausforderung, um prägnant den Sinn einer Sache zu treffen. Im Zentrum ihrer Karikaturen und Malerei steht der Mensch, mit dessen Geschichte und Lebensphasen sie sich auseinandersetzt. Ziel ihrer Kunst ist es, das Liebenswerte am unvollkommenen, kranken oder alten Menschen aufzuzeigen.

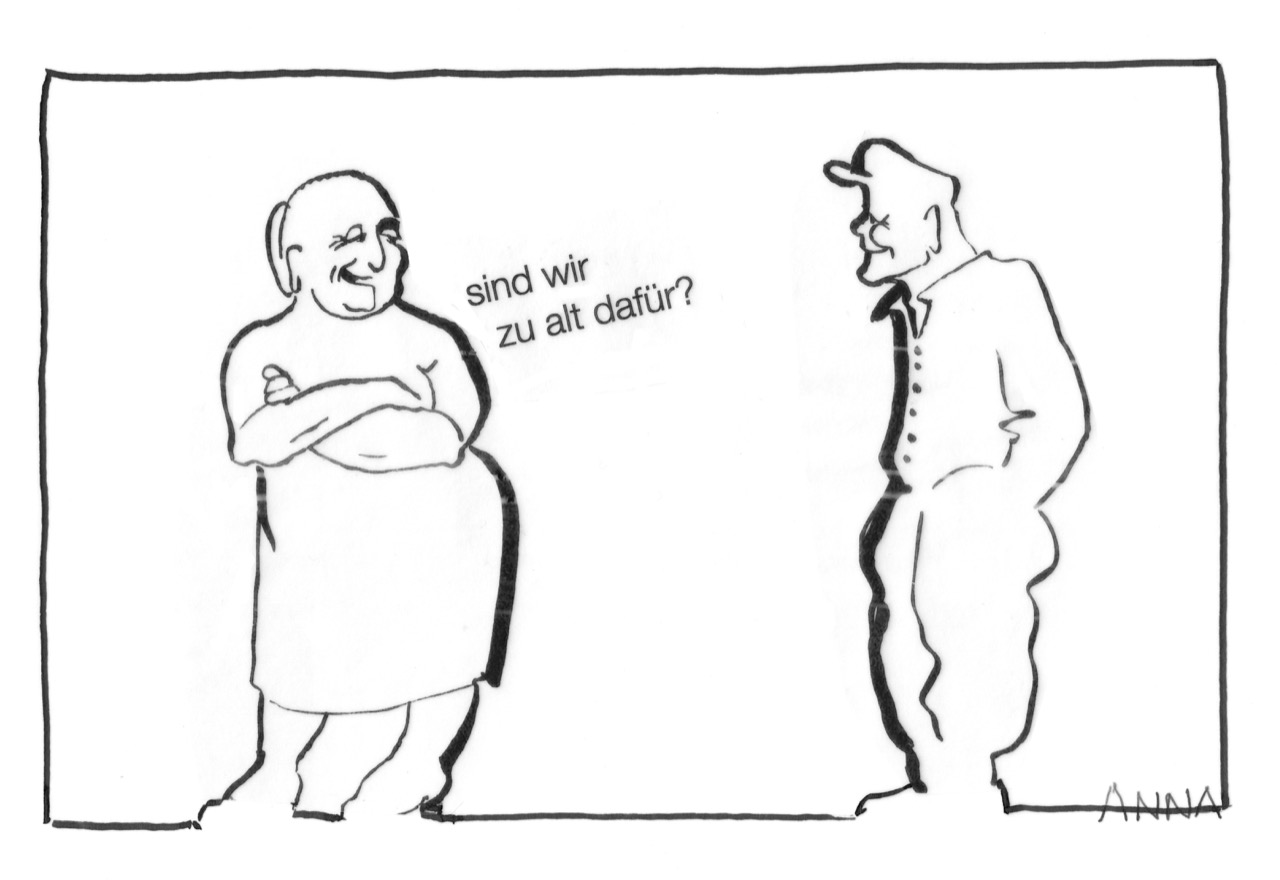
ANNAs Karikatur Zu alt dafür? In Wechseljahre (1996), Zytglogge-Verlag

ANNA wirft einen kritischen Blick auf verschiedene Themen, die medizinisch, gesellschaftlich und politisch geprägt sind und scheut keine Tabus. Sie karikiert gesellschaftliche Umstände und Missstände, was auch immer wieder zu Kritik führte. Zu ihren bevorzugten Themen gehört die Darstellung von menschlichen Schwächen und Sehnsüchten, vor allem in den Bereichen der Medizin, der Politik und der Psychologie. Aber auch gesellschaftliche Ungerechtigkeiten, Lieblosigkeit, Altersdiskriminierung, Frauen und Teilzeitarbeit im medizinischen Kontext, Religion, Sexualität, die Ärzteschaft, das Spannungsfeld zwischen Arzt und Patient und der Patient als Konsument und die Überkonsumation von Alternativmedizin sind typische Themen. ANNA arbeitet viel mit Wortspielen, Bilderrätseln und Doppeldeutigkeiten.
ANNA gestaltet seit vielen Jahren im Auftrag der Schweizerischen Ärztezeitung die letzte Seite, zeichnet aber auch Porträts und Illustrationen für verschiedene Auftraggeber für Bücher. Ihre Karikaturen erschienen in vielen anderen Zeitschriften und Zeitungen, unter anderem der NZZ, BAZ und der FAZ.

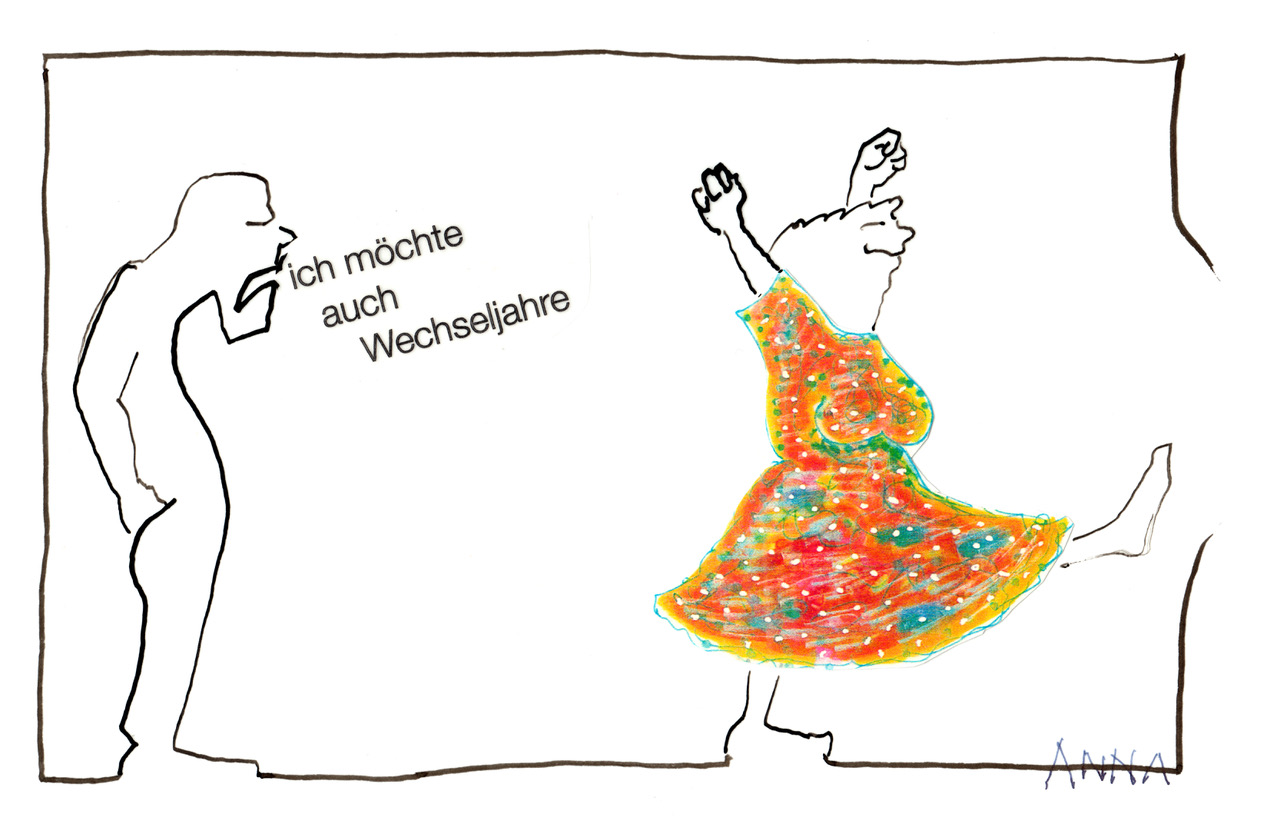
ANNAs Karikatur Wechseljahre. In "Wechseljahre" (1996), Zytglogge-Verlag

Ihr erstes Karikaturen-Buch Wechseljahre veröffentlichte ANNA im Frühjahr 1996. Darin geht es um Übergangssituationen bei Männern und Frauen, in freundschaftlicher, familiärer und beruflicher Hinsicht und um Gesundheit und Krankheit, insbesondere auch um das Thema der Wechseljahre. Cordialement l’autre (1997) handelt von den Beziehungen zwischen Männern und Frauen, Jungen und Alten und den Patienten und Patientinnen und den Pfleger und Pflegerinnen. Um die Beziehung von Patienten und Patientinnen mit Ärzten und Ärztinnen geht es auch in 1x täglich (1997). Weitere Bücher sind: Inside Outlandish (1997), Lachfalten (1999), ANNAtomy (2001), ANNAlyse (2001), Reibungswärme (2013) und Windeljahre (2015).
Für ihre Bücher Böse Blumen (2006) und Für die Liebe ist es nie zu spät (2003) zeichnete ANNA Portraits von drogenabhängigen Menschen bzw. Altersheimbewohnern. Sie zeugen vom Leben mit Abhängigkeit, enttäuschten Hoffnungen, gescheiterten Vorhaben, Misstrauen, Sehnsucht, aber auch von Selbstbehauptung, neuem Lebensmut, Liebe, Freundschaft und Heiterkeit.
Zu ANNAs Malereien gehört die Serie zu den «inneren Kindern», bei der sie malerisch das Kind darstellte, das sie einst war, dessen Erwartungen, Ängste und seine inneren Möglichkeiten. Mit dem Thema der verblassenden Erinnerung setzte sich ANNA in Fading Portraits auseinander. Weitere Serien sind 25 Dienstjahre und andere Bilder und Objekte.

## Werke

### Karikaturen
- Wechseljahre. Zytglogge-Verlag, Bern 1996, ISBN 3-7296-0534-8.[30]
- Inside Outlandish. Bergli Books AG, Basel 1997, ISBN 3-9520002-8-0.
- 1x täglich. Pharma Information / Zytglogge, Basel/Gümligen 1997, ISBN 3-7296-0563-1.
- Cordialement l’Autre. Anna Regula Hartmann-Allgöwer, les Hôpitaux Universitaires de Genève et Georg Editeur, Genève 1999, ISBN 2-8257-0676-0.
- Lachfalten. Zytglogge-Verlag, Bern 1999, ISBN 3-7296-0562-3.
- ANNAtomy. Bergli Books, Basel 2001, ISBN 978-3-905252-03-3.
- ANNAlyse. EMH Schweizerischer Ärzteverlag, Basel 2001, ISBN 978-3-03754-022-0.
- Für die Liebe ist nie zu spät. Schwabe Verlag, Basel 2003, ISBN 3-7965-2052-9.
- Böse Blume. EMH Schweizerischer Ärzteverlag, Basel 2006, ISBN 978-3-7965-2289-5.
- Reibungswärme. EMH Schweizerischer Ärzteverlag, Basel 2013, ISBN 978-3-03754-075-6.
- Windeljahre. Zytglogge-Verlag, Bern 2015, ISBN 978-3-7296-0908-2.[36]

### Malerei
- Innere Kinder
- Fading Portraits
- 25 Dienstjahre
- Andere Bilder[34]

## Ausstellungen (seit 2000)
- Basel Ausstellungsraum Carosserie Wenger (2000)[37]
- Karikaturenmuseum Basel (2000)
- Schweiz. Landesmuseum (2000)
- Davos (2000)
- Langenthal Leuebrüggli (2000)
- Langnau (2001)
- Bider & Tanner Bookstore, Basel (2001)
- Marsens bei Fribourg Espace Culturel le Vide-Poche (2001)
- Salon du Dessin de Presse, Morges (2002)
- Artothek Weil-am-Rhein (2002)
- Piccola Galleria d’Arte, Zürich (2002)
- TransArt 2926, Morges (2003)
- Amtshof Feldkirchen, Österreich (2005)
- Cartoonmuseum Basel (2006)
- Helios Klinik Müllheim (2006)
- Galerie Textaltro, Rapperswil (2007)
- Bistro Alte Kaserne, Kulturzentrum, Winterthur (2008)
- Karikaturmuseum Krems bei Wien (2009, 2012)
- Kunstforum M11, D-Gunzenhausen (2012)
- Kunstmuseum Erlangen, D-91052 Erlangen (2012)
- Kulmbach, Plassenburg, Deutschland (10. Februar bis 10. März 2013)
- Gewölbe Galerie, Biel (2013)[4]
- Pfuschi-Cartoon, Bern (2017)[35]

## Auszeichnungen
- 2008: Nominierung für den Sonderpreisträger «Künstlerischer Strich» des Deutschen Preis für die politische Karikatur, für die Zeichnung Anpassung an den Klimawechsel?[38][16]
- 2010: Sonderpreis «Künstlerisches Strich» des Deutschen Preises für die politische Karikatur, mit der Zeichnung … bitte nächste Weihnachten endlich ein Mädchen!
- 2010: Hauptpreis des Deutschen Preis für die politische Karikatur, mit der Zeichnung Dukatenesel [Website des Deutschen Preises für die politische Karikatur: http://www.mitspitzerfeder.de/]